# Loop de efectos
Un loop de efectos, bucle de efectos o lazo de efectos es un tipo de conexión para unidades de efectos de audio integrada en algunos amplificadores de guitarra o de bajo eléctrico. El bucle de efectos está formado por una salida (send) y una entrada (return) donde conectar las unidades de efectos al amplificador.
La señal que llega al lazo de efectos y que puede ser enviada por su salida ya ha pasado por la parte del preamplificador o previo sin pasar aun por la etapa de potencia. Significa que la señal ya ha sido coloreada (modificada) pero no amplificada. Su funcionamiento pretende extraer una señal limpia para enviar a efectos como la reverb o el delay, por tradición, aunque se podrían conectar otro tipo de efectos por el lazo.
Otra de sus principales funciones es que, generalmente, el loop de efectos trabaja a nivel de línea (line), por lo que puede conectarse a equipos como racks de efectos que suelen trabajar con este nivel de señal. Señalar que desde hace un tiempo, muchos amplificadores cuentan con potenciómetros para modificar la ganancia de salida (e incluso de entrada), o en formato de selector entre: -10dB/+4dB, permitiendo conmutar entre nivel de instrumento o nivel de línea.

## Tipos
Existen diferentes tipos de bucles de efectos dependiendo de su construcción y funcionamiento:
- Loop en serie: la señal sale íntegra del preamplificador y es modificada por los efectos conectados en el lazo.
- Loop en paralelo: la señal es duplicada antes de ser enviada a los efectos, avanzando por dos vías. Una señal sale del loop y se procesa durante mientras que la otra señal idéntica no se ve alterada. Después de que la señal enviada regrese se mezcla con la que no había sido alterada.